# Råcreme
Råcreme er en dessertcreme, der spises serveres sammen med frugtdessert og bruges i lagkage.
Cremen består af piskede æggeblommer og sukker (flormelis). Massen vendes i flødeskum. Vanilje eller vaniljesukker tilsættes almindeligvis som smagsgiver.